# Pitcairnia elvirae
Pitcairnia elvirae är en gräsväxtart som beskrevs av D.C.Taylor och Harold Ernest Robinson. Pitcairnia elvirae ingår i släktet Pitcairnia och familjen Bromeliaceae. IUCN kategoriserar arten globalt som sårbar.
Artens utbredningsområde är Ecuador. Inga underarter finns listade i Catalogue of Life.

## Bildgalleri

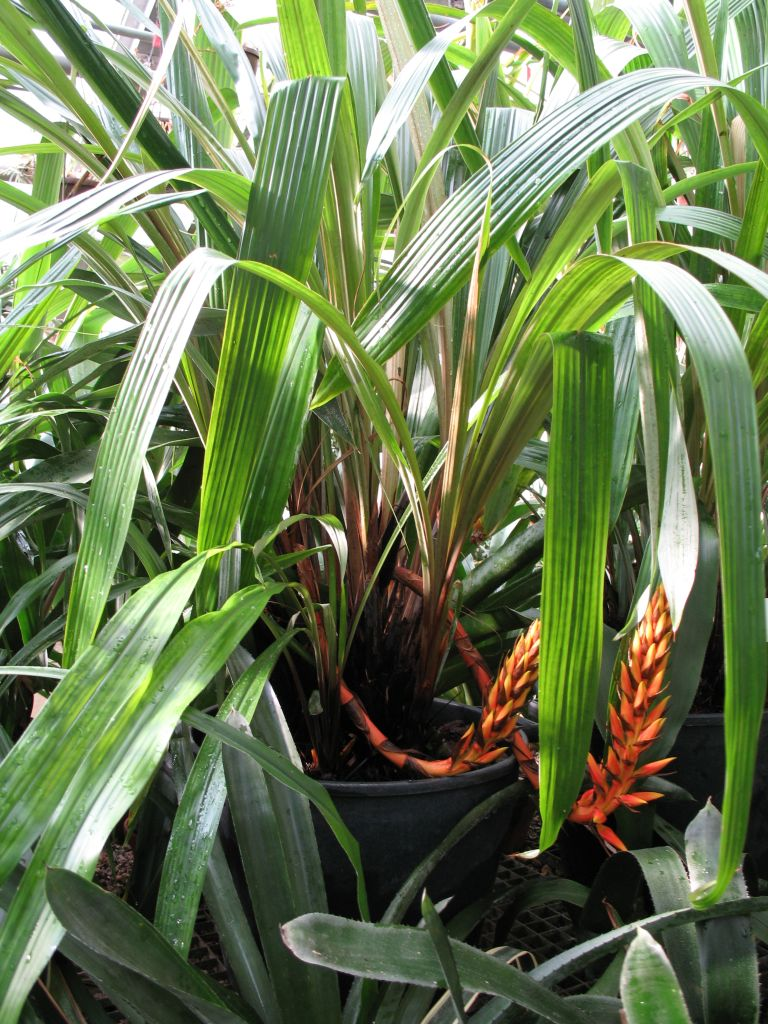
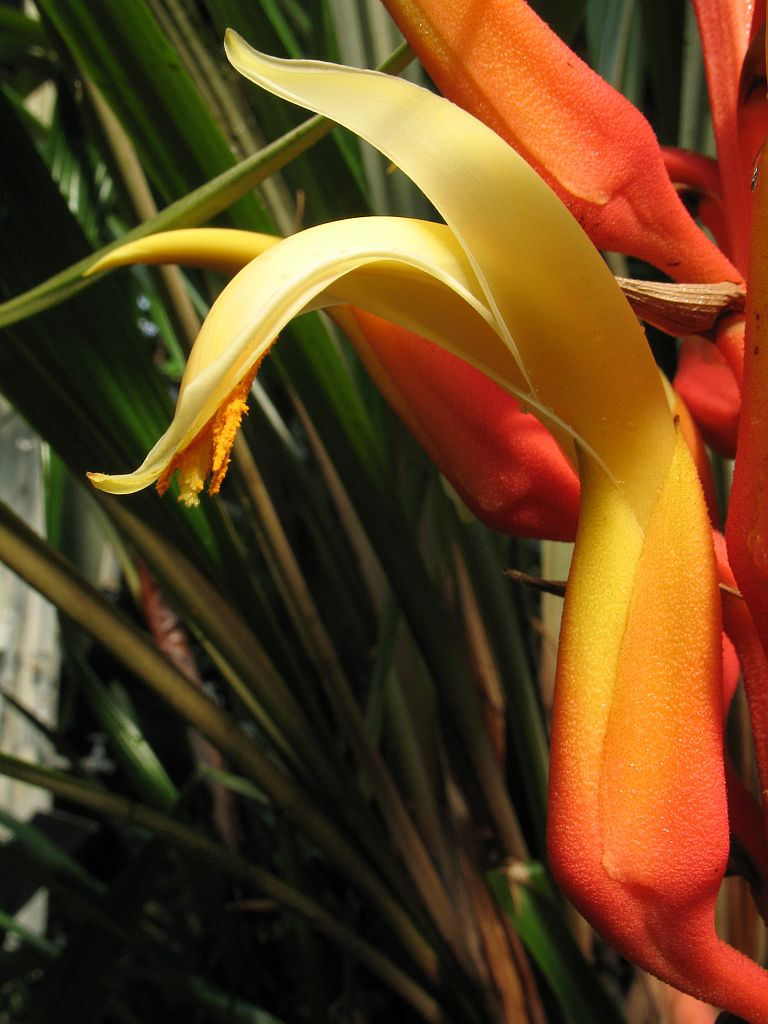
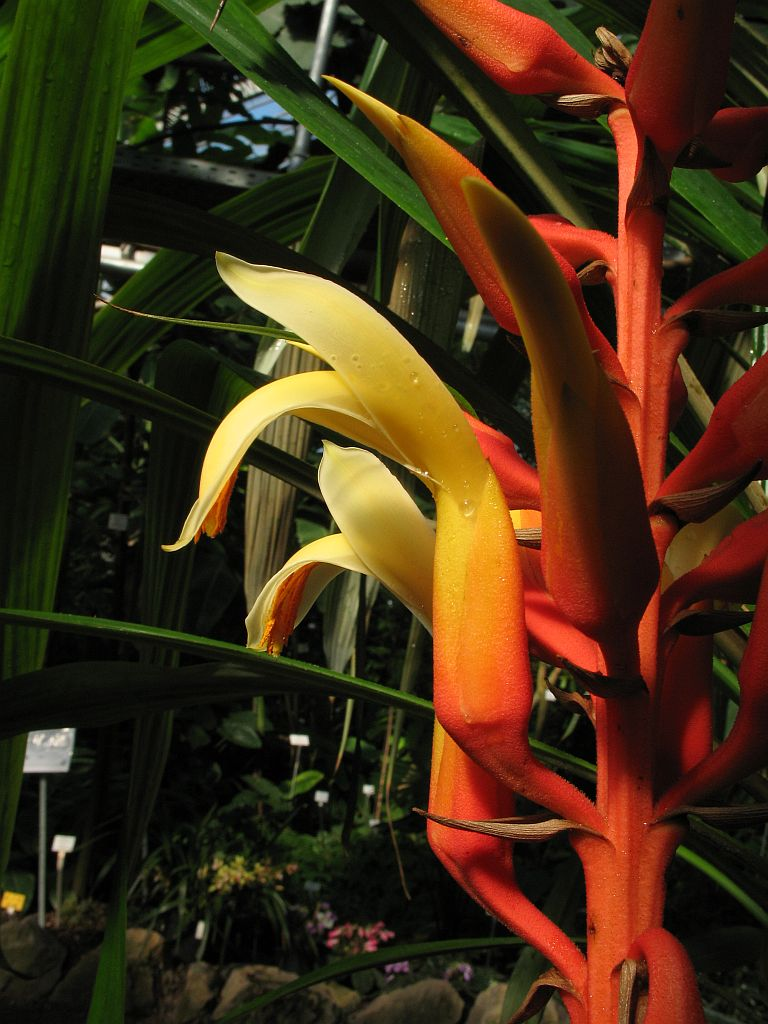
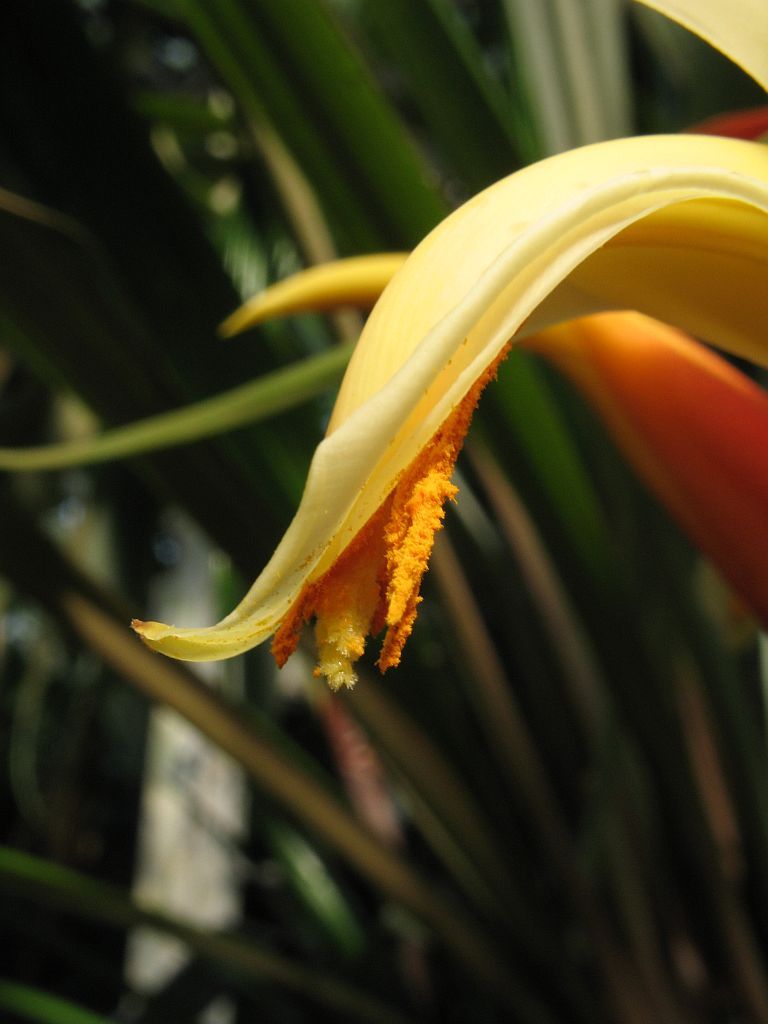